# يوم الوطنيين (فلم)
يوم الوطنيين (بالإنجليزية: Patriots Day) هو فيلم أكشن درامي أمريكي تم إنتاجه في سنة 2016 وألتي تحكي قصته عن تفجيرا ماراثون بوسطن 2013 وهو من إخراج بيتر بيرغ وبطولة مارك والبيرغ وكيفين بيكون وميشيل موناغان وجي كي سيمونز.

## القصة
استناداً إلى واقعة حقيقية، يتعرض الفيلم من وجهة نظر مفوّض شرطة بوسطن إد ديفيز فيما يتعلق بالأحداث التي أودت لتفجير ماراثون بوسطن عام 2013، وتوابع هذا الحدث التي شملت مطاردة في جميع أنحاء البلاد للعثور على الإرهابيين وراء ذلك.

## البطولة
- مارك والبيرغ بدور الرقيب تومي سوندرس
- جون غودمان بدور الضابط إد دافيس
- فنسنت كوراتولا بدور عمدة بوسطن توماس مينينو
- ميشيل موناغان بدور كارول سوندرس ممرضة وزوجة الرقيب تومي سوندرس
- جي كي سيمونز بدور الرقيب جيفري بوغليس
- أليكس وولف بدور جوخار تسارناييف
- تيمو ميليكدزه بدور تامرلان تسارناييف
- مايكل بيتش بدور ديفال باتريك حاكم ولاية ماساتشوستس
- جيمس كولبي بدور الضابط وليام إيفانس
- جي أو يانغ بدور دن مينغ
- آني ويرشنغ بدور ريبيكا عميلة في الشرطة الفيدرالية الأمريكية
- رايتشل بروسنان بدور جيسيكا كينسكي زوجة باتريك داونس
- كريستوفر أوشيا بدور باتريك داونس
- بول ويزلي بدور الرقيب براين مكليلان
- ميليسا بينويست بدور كاثرين روسل زوجة تامرلان تسارناييف
- خاندي اليكساندر بدور فيرونيكا
- أليسا دياز بدور الضابطة إيمي مكليلان
- ديفيد أورتيز بدور نفسه
- جيك بيكينغ بدور شاين كولر
- جيمس هارفي وورد بدور الرقيب مارك سوندرس
- كاترينا غراهام بدور الرقيبة ميشيل كينسكي
- كليف مويلان بدور الرقيب جون مكليلان
- أليكس ماكينا بدور الرقيبة جيسيكا مكليلان

## التقييم
حصل الفيلم على تقييم 81% على موقع الطماطم الفاسدة بناءً على 200 مشاهدة وذكر النقاد أن العمل كان عبارة عن تراجيديا أبطال وأنه تم توسيع قصة الفيلم لنطاق أكبر. على موقع ميتاكريتيك تم تقييم الفيلم بدرجة 69 من 100 وحاز على 42 نقد معظمها إيجابي. ذكر نقاد الفيلم أنه تم تعظيم أحداث الفيلم بدرجة وأنه تم التركيز على شخصية مارك والبيرغ بشكل كبير مع أنه شخصية خيالية في الفيلم، ذكر الناقد تاي بور في صحيفة بوسطن غلوب أنه على الرغم أن الفيلم كان ناجح كثيرا على الصعيد الدرامي والعاطفي إلا أن ما كان سئ فيه هو امتلائه بالشتائم.

## وصلات خارجية
- مقالات تستعمل روابط فنية بلا صلة مع ويكي بيانات
- يوم الوطنيين على قاعدة بيانات الأفلام على الإنترنت

لا توجد روابط لمواقع التواصل الاجتماعي.